# Midia midas
Midia midas là một loài nhện trong họ Linyphiidae.
Loài này thuộc chi Midia. Midia midas được Eugène Simon miêu tả năm 1884.